# Porta Siberia
Pour les articles homonymes, voir Siberia.
La Porta del Molo (communément et à tort connue sous le nom de Porta Siberia) était l'une des portes d'entrée de la ville de Gênes, qui faisait partie des murs du XVIe siècle. Elle a été conçue par Galeazzo Alessi et construite par Antonio Roderio da Carona  entre 1551 et 1553. 
Le nom historique documenté est Porta del Molo tandis que le nom couramment utilisé aujourd'hui de Porta Siberia est emprunté à la place à une porte adjacente, construite à une époque plus récente, qui au XXe siècle a donné le nom à l'ensemble du complexe , . 
Dans le complexe des travaux pour la réorganisation du Porto Antico de Renzo Piano, la porte a été restaurée et de 2001 à 2019, elle a accueilli le musée Emanuele Luzzati.